# Conferentie van Lausanne (1932)

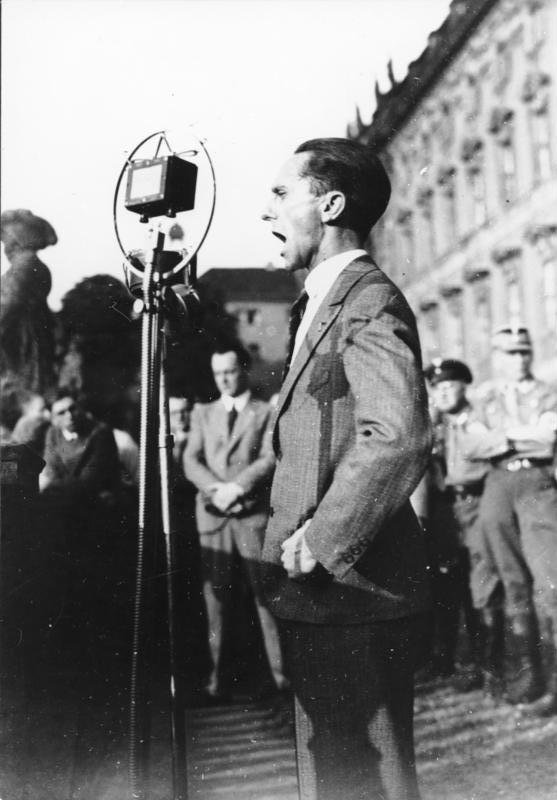
Joseph Goebbels spreekt zich uit tegen de uitkomst van de conferentie.

De Conferentie van Lausanne was een bijeenkomst van afgevaardigden van Groot-Brittannië, Duitsland en Frankrijk waarbij werd onderhandeld over het stopzetten van de Duitse herstelbetalingen na de Eerste Wereldoorlog. De conferentie vond plaats van 16 juni tot en met 9 juli 1932 in de Zwitserse plaats Lausanne.
In 1931 was al een moratorium overeengekomen en een jaar later werd de conferentie in Lausanne belegd. Hierbij was vooraf al duidelijk dat door de Grote Depressie het haast onmogelijk was voor Duitsland om de herstelbetalingen blijven te voldoen die waren ingesteld na de Eerste Wereldoorlog bij de Vrede van Versailles. Echter zaten landen van de Entente nog met schulden vanwege de strijd tegen Duitsland en zaten Frankrijk en België nog voor een deel opgescheept met de veroorzaakte schade. Vandaar dat de Entete de herstelbetalingen wilden laten stoppen enkel wanneer er een overeenkomst gemaakt zou worden met hun schulden bij de Verenigde Staten.
Echter het Amerikaans Congres wees het plan in december 1932 af, waardoor het Young-plan van kracht bleef. Desondanks betaalde Duitsland geen herstelbetalingen meer, waardoor het land slechts 1/8e deel van het oorspronkelijke bedrag heeft betaald.